# CMA CGM Zheng He
Le CMA CGM Zheng He est un navire porte-conteneurs de la compagnie française CMA CGM, portant le nom de l'explorateur chinois Zheng He et faisant partie des plus grands porte-conteneurs du monde avec 17 859 EVP,. Il est affecté à la French Asia Line
 (FAL 1), route maritime reliant la Chine au nord-ouest de l'Europe via le canal de Suez. À la suite du Brexit, il navigue sous pavillon de Malte. 

## Entrée en flotte
Construit par Shanghai Jiangnan Changxing Heavy Industry (SCH)
, et livré le 12 septembre 2015, il fait partie d'une série de trois navires, les plus grands porte-conteneurs construits jusqu'alors en Chine.
Avec les trois autres géants de 17 722 EVP, construits en Corée par Samsung Heavy Industries, ce sont six navires de 18 000 EVP qui rejoignent la flotte de CMA CGM en 2015 pour être affectés à la FAL 1.  
Il réalise sa première escale au Havre le 4 novembre 2015.

### Porte-conteneurs de18 000EVPde la CMA CGM

#### Navires de17 859EVP
Fabriqués en Chine, longueur 399,2 m :
- CMA CGM Vasco de Gama, nommé en l'honneur du navigateur portugais Vasco de Gama
- CMA CGM Zheng He
- CMA CGM Benjamin Franklin, qui portera le nom de Benjamin Franklin

#### Navires de17 722EVP
Fabriqués en Corée, longueur 398 m :
- CMA CGM Kerguelen
- CMA CGM Georg Forster
- CMA CGM Bougainville